# Inger Lindberg

Ej att förväxla med Inger Lindberg (språkvetare). För Inger Lindberg (född 1964) från Hofors, se Margareta Gunsdotter
Inger Anna Maria Lindberg, född 6 januari 1932 i Sandarne, Hälsingland, död 21 juli 1992 i Johanneshov, Stockholm, var en svensk musiker.
Lindberg började tidigt spela piano och hade engagemang redan som 14-åring. Hon spelade med Diana Miller och Siw Karlén under 13 år med turnerande runt hela Europa och USA. Hon lämnade gruppen och tog engagemang som barpianist.
Tillsammans med Vin Cardinal fick hon dottern Vivian Cardinal.
Inger Lindberg är begravd på Skogskyrkogården i Stockholm.